# هود (پیامبر)

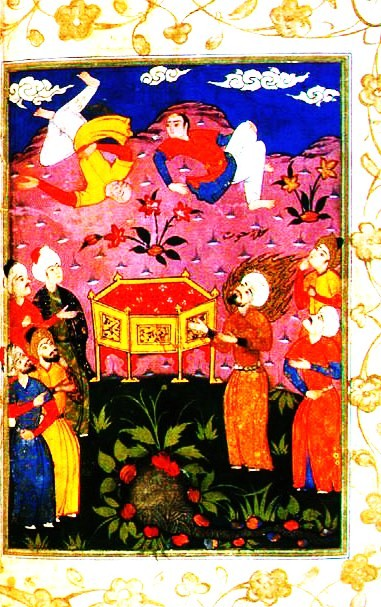
مینیاتور اسلامی هود و یک پیامبر

هود نام پیامبری در قرآن است. بنابر قرآن و داستان‌های دینی مسلمانان او از نسل نوح بود و پدر او صالح و مادر او بکیه است. برای هدایت قوم عاد که در سرزمینی حاصل خیز زندگی می‌کردند، برگزیده شده بود.

## قوم عاد
در سرزمین احقاف (بین یمن و عمان، در جنوب عربستان) قومی زندگی می‌کردند که به آن‌ها قوم عاد می‌گفتند. بنا بر آیات قرآن، قوم عاد بلندقامت، فربه، قدرتمند و درشت‌هیکل بودند که زندگی خوبی را داشتند و از قدرت خود برای ظلم و ستم استفاده می‌کردند و در جهل و گمراهی به سر می‌بردند.

## عذاب قوم عاد
عذاب قوم عاد در واقع طوفان شنی مهیب و عظیم بود که هفت شبانه روز وزید و تمام شن‌های اطراف بر سر خانه‌ها و باغ‌های قوم عاد فرو ریخت و آنها را در زیر آن مدفون کرد. در قرآن سوره‌ای نیز به نام او وجود دارد و در سوره‌های اعراف،  الأحقاف و شعراء  نیز از وی و قوم عاد سخن به میان آمده است. او چهارصد سال زندگی کرد و بعد از، از بین رفتن قوم عاد در مکه ساکن شد تا درگذشت. مرقد او در حضرموت است.

## هود در قرآن
هود در زمان پادشاهی شداد می‌زیسته است. قوم او بنام عاد و در سرزمین احقاف می‌زیسته‌اند.
هود و یارانش به سرزمین حضرموت هجرت کردند و دیار ویران شدهٔ قوم عاد برای عبرت آیندگان به یادگار ماند.